# El diablo en la oscuridad (Star Trek: La serie original)
"El diablo en la oscuridad" es el episodio número 25 en ser transmitido y el 26 en ser producido de la primera temporada de Star Trek: La serie original. Fue transmitido por primera vez el 9 de marzo de 1967, y fue repetido el 15 de junio de 1967. Fue escrito por Gene L. Coon y dirigido por Joseph Pevney. William Shatner escribió en sus memorias que "El diablo en la oscuridad" era su episodio favorito del Star Trek original. Desde la perspectiva de Shatner, este episodio fue "excitante, provocativo de mente e inteligente, contenía todos los ingredientes que formaban parte de lo mejor de la serie Star Trek".
En la versión Bluray publicada el 28 de abril de 2009 por la Paramount, ASIN: B001TH16DS, el título de este episodio en el audio en español es dado como El demonio en la oscuridad.
Resumen: El capitán Kirk y Spock encaran a una mortal bestia subterránea.

## Trama
En la fecha estelar 3196.1, la nave estelar USS Enterprise, bajo el mando del capitán James T. Kirk, es enviada a una colonia minera que extrae pergio en el planeta Janus VI para investigar informes acerca de una extraña criatura que recientemente ha asesinado a 50 mineros con una substancia fuertemente corrosiva y que está destruyendo el equipo de la mina.
La curiosidad de Spock es despertada por un objeto esférico que se encuentra sobre el escritorio del supervisor de la mina, el Ingeniero Jefe Vanderberg, quien les explica que es uno de los miles de nódulos de silicio encontrados en los niveles más recientemente abiertos de la mina, pero que no tienen valor comercial.
Pronto, otro guardia es asesinado y una bomba hidráulica de circulación, vital para el principal reactor nuclear de la colonia, es robada. Desafortunadamente, la unidad es obsoleta, y no hay reemplazos disponibles. El componente original debe ser encontrado dentro de 48 horas o el reactor fallará, haciendo la mina inhabitable. Scotty improvisa una bomba de reemplazo temporal. Spock sugiere que la criatura podría ser una forma de vida basada en el silicio y que por lo tanto sería resistente a los fáser "Tipo I" con los que están equipados los guardias de la colonia, sin embargo los fáser "Tipo II" de la partida de desembarco deberían ser capaces de detenerla.
La partida de desembarque comienza a buscar en el recientemente abierto nivel 23, que es donde los ataques comenzaron. Kirk y Spock pronto encuentran a una criatura que parece un montón animado de roca parcialmente fundida. La criatura los amenaza y recibe un impacto directo de un fáser. Herida, escapa por un túnel que crea rápidamente en roca sólida. Spock examina un pedazo de la criatura que fue sacado por el impacto del fáser y determina que está basado en el silicio y que secreta un fuerte ácido, lo que le permite moverse a través de la roca tan fácilmente como ellos se mueven a través del aire. El tricorder de Spock muestra que solo hay una criatura en centenares de kilómetros y que si es la última de su tipo, matarla sería un crimen contra la ciencia, pero Kirk también cree que la mina es importante y que la criatura es demasiado peligrosa para dejarla vivir.
La bomba improvisada de Scotty falla y la colonia comienza la evacuación, pero la partida de desembarque y algunos de los mineros permanecen atrás para buscar la bomba robada y a la nueva forma de vida encontrada. Kirk descubre una cámara llena con miles de nódulos de silicio y la criatura provoca el colapso del techo del túnel de acceso, atrapándolo con ella. Kirk contacta a Spock, quien, cambiando su opinión inicial, urge a Kirk que mate de inmediato a la criatura. Sin embargo, Kirk se da cuenta de que la criatura no lo está amenazando y comienza a "hablarle". La criatura gira, mostrándole su gran herida en el costado.
Spock encuentra un camino para entrar a la caverna e intenta una fusión mental vulcana pero no puede completarla debido a que la criatura sufre enormemente por su herida. Sin embargo, él logra enterarse de que ella se llama a sí misma un Horta. El horta obtiene suficiente conocimiento de esta experiencia para ser capaz de grabar en una roca cercana la frase "NO MATAR YO". Sin embargo, Kirk y Spock no están seguros de lo que significa, "Por favor no me maten" o "Yo no los mataré".
En un esfuerzo para ganar su confianza, Kirk le ordena al Dr. McCoy bajar y ayudar a la criatura mientras Spock vuelve a realizar una fusión mental con el Horta nuevamente. Descubre que cada 50.000 años toda la raza de los Horta muere, excepto una que permanece para proteger los huevos y actuar como una madre para ellos. Cuando los mineros irrumpieron en el criadero, ella los combatió de la única forma que conocía. McCoy arriba y analiza la fisiología del Horta y encuentra que está compuesto virtualmente de roca, y declara: "¡Soy un doctor, no un albañil!" El Horta comprende que Kirk está tratando de ayudarla y le cuenta que la bomba robada se encuentra en la "Cámara del Mañana".
Mientras tanto, Vanderberg y los mineros, quienes buscan vengarse por las muertes de sus compañeros, son contenidos por un equipo de seguridad hasta que finalmente su paciencia se agota y sobrepasan a los guardias. Kirk les impide matar a la criatura y les explica que el Horta solo estaba protegiendo sus huevos, los nódulos de silicio que los mineros han estado recolectando y destruyendo, que justo ahora están a punto de eclosionar. Vanderberg se lamenta del daño inadvertido causado por sus hombres, pero está preocupado ya que habrá miles de estas "cosas" reptando por el lugar. Kirk le devuelve la bomba y le asegura que los Horta son inteligentes y pacíficos y le sugiere que ellos podrían ayudar a los mineros a localizar nuevos depósitos de minerales a cambio de no molestarlos. McCoy anuncia orgullosamente que pudo finalmente ayudar al Horta usando termo-concreto, que está compuesto principalmente por silicio, como una forma de vendaje y reconoce que probablemente podría "¡curar un día lluvioso!" Spock nuevamente se fusiona mentalmente con el Horta y éste está de acuerdo con la proposición. Spock menciona que el contacto con el altamente lógico Horta es "curiosamente refrescante".
Cuando el Enterprise se prepara para dejar la órbita, Vanderberg informa que los huevos han comenzado a eclosionar y que ellos ya han encontrado enormes depósitos de pergio, así como oro y platino. Dice que los Hortas no son tan malos una vez que uno se acostumbra al aspecto. Spock le menciona a Kirk que el Horta también encontraba la apariencia humanoide repulsiva, pero tuvo la impresión de que el Horta encontraba que las orejas puntiagudas eran la característica humana más atractiva.

## Remasterización del aniversario de los 40 años
Este episodio fue remasterizado en el año 2006 y transmitido el 23 de septiembre de 2006 como parte del aniversario de los 40 años de la Serie Original. Fue precedido una semana antes por "Miri" y seguido una semana más tarde por "Horas desesperadas". Además del audio y video remasterizado, y todas las animaciones de la USS Enterprise realizadas por CGI que es el estándar de todas las revisiones, los cambios específicos para este episodio son:
- Actualización de la renderización de la CGI de Janus VI en la que se agregó nubes más espesas y más realismo.
- Efectos 3D para la refinería que retuvo el contenido original pero con más profundidad y realismo.
- Cuando la Horta es encontrada por primera vez con Kirk y Spock, la roca explota en llamas y se disuelve. Previamente, simplemente brillaba en color rojo y se desvanecía. También se agregó un efecto de tremulación por el calor y la adición de humo saliendo desde la pared.
- La adición de una pequeña figura de un minero, supuestamente jugando con un bebé Horta, enfrente de la refinería (visto a través de la ventana de la oficina de Vanderberg en la penúltima escena del episodio).